# Jean Bureau
Jean Bureau (Semoine, 1390 circa – Parigi, 5 luglio 1463) è stato un militare francese, Gran Maestro dell'Artiglieria francese attivo soprattutto durante gli ultimi anni della Guerra dei cent'anni.

Stemma del Bureau

Insieme a suo fratello, Gaspard, è accreditato per aver reso l'artiglieria francese la più efficace al mondo. Come capo d'artiglieria nell'esercito di Carlo VII, Bureau acquisì una reputazione come eccellente ufficiale durante la campagna di Normandia (1449 - 1450), quando i suoi bombardamenti resero possibile la cattura delle città di Rouen, Harfleur, Honfleur e nella presa di Formigny. Fu lui stesso il comandante dell'esercito che portò i francesi alla vittoria nella decisiva battaglia di Castillon nel 1453.

## Primi anni e campagne militari
Bureau nacque a Semoine, in Champagne, secondo figlio di Simon Bureau, un commerciante, e di sua moglie Hélène. Aveva, inoltre, un fratello di nome Gaspard. Nel 1420 si trasferì a Parigi per lavorare come avvocato. Era un funzionario legale al Châtelet durante l'occupazione di Parigi del Duca di Bedford.
Descritto come un "perfezionista con una mente metodica e matematica" e "un tecnico fantasioso che sapeva come ottenere il meglio dalle sue armi primitive", Bureau probabilmente imparò il mestiere dell'artiglieria per il suo potenziale commerciale. I fratelli Bureau furono aiutati dalle innovazioni nella produzione di polvere da sparo, alla fine del 1420, più potente e che poteva sparare proiettili a una velocità molto maggiore e non richiedeva la miscelazione sul campo. Allo stesso tempo, le innovazioni della fusione contribuì a creare barili più forti che avevano meno probabilità di esplodere.
Nel 1434 i Bureau offrirono i loro servizi a Carlo VII, affermandosi rapidamente come esperti di artiglieria. Gaspard fu nominato "capo d'ordinanza" mentre Jean fu nominato "governatore degli arcieri francesi" fino al 1439 quando divenne maestro artigliere dell'artiglieria francese. Jean fu anche nominato "tesoriere di Francia" nel 1443, e sindaco di La Rochelle nel 1448. L'artiglieria dei Bureau ebbe un impatto immediato, aiutando i francesi negli assedi di Montereau (1437), Meaux (1439), Saint-Germain-en-Laye (1440) e Pontoise (1441). I Bureau aiutarono a sopprimere la Praguerie contro Carlo VII nel 1440.

## Campagne successive
Quando il Trattato di Tours (che aveva stabilito una tregua tra Inghilterra e Francia) terminò nel 1449, Carlo VII lanciò una campagna per riconquistare la Normandia. I bombardamenti dell'artiglieria dei Bureau aiutarono ancora la cattura di Rouen (ottobre 1449), Harfleur (dicembre 1449), Honfleur (gennaio 1450) e Fresnoy (gennaio 1450). Per garantire un bombardamento continuo di Cherbourg tenuta dagli inglesi, i Bureau posizionarono i loro cannoni sotto il livello dell'alta marea sul lato della città verso il mare, lasciandoli sommersi durante l'alta marea e tornando a riprendere il bombardamento durante la bassa marea.
Il 15 aprile 1450, una forza francese guidata dal Carlo I di Borbone si scontrò con una forza inglese, inviata per aiutare la regione assediata, nella battaglia di Formigny. I francesi inizialmente tentarono di caricare sulla posizione inglese, ma furono respinti dagli arcieri. I Bureau quindi fecero avanzare due cannoni (probabilmente due colubrine a retrocarica) e bombardarono gli inglesi. Questo fu efficace, soprattutto perché i cannoni avevano una portata maggiore degli archi lunghi inglesi, ma lo stesso i francesi non riuscirono proteggere i cannoni e gli inglesi furono in grado di caricare e catturarli. Rinforzi di cavalleria arrivarono solo più tardi, nel corso della giornata, per suggellare una vittoria decisiva per i francesi, spianando la strada alla cattura delle rimanenti roccaforti inglesi in Normandia.
Nel 1451, i Bureau si unirono all'invasione francese della Guascogna, nel sud-ovest della Francia, e furono determinanti nella riconquista di diverse città, tra cui Bordeaux, che si arresero a giugno. Jean Bureau fu nominato sindaco di Bordeaux nell'agosto 1451, ma la popolazione locale guascone si ribellò contro i nuovi leader e invitò gli inglesi a tornare. Nell'ottobre 1452, il conte di Shrewsbury, Sir John Talbot, rioccupò Bordeaux con una forza inglese di 3.000 uomini. Nel giro di pochi mesi aveva ripreso il controllo di gran parte della regione della Guascogna.
I francesi lanciarono la loro campagna per riconquistare la Guascogna nella primavera del 1453. Bureau, ora a capo di un esercito di circa 7.000 uomini, assediò la città di Castillon, a est di Bordeaux. Schierò 300 cannoni in difesa nel campo fortificato sul perimetro della città. Ricordando la perdita dei suoi cannoni a Formigny, attaccò una forza di arcieri nei boschi adiacenti alla sua posizione per proteggere i cannoni dalla cattura. Talbot arrivò con una forza di soccorso il 17 luglio e mise in rotta una piccola forza di arcieri francesi. Credendo erroneamente che i francesi si stessero ritirando, attaccò il campo francese e il suo esercito fu decimato dal fuoco dei cannoni di Bureau. Il cavallo di Talbot fu colpito da una palla di cannone e poco dopo fu ucciso da un arciere francese.
Bureau procedette verso Bordeaux, che circondò con 250 pezzi di artiglieria. Dopo un assedio di 10 settimane, Bordeaux inviò una delegazione a Carlo VII chiedendo i termini della resa. Bureau, fiducioso nelle posizioni della sua artiglieria, disse al re: "Ti prometto sulla mia vita che in pochi giorni avrò demolito la città". Sentendo questa dichiarazione, la delegazione accettò le dure condizioni di Carlo VII e il controllo della città passò ai francesi il 19 ottobre 1453.

## Ultimi anni
Dopo la guerra, Bureau fu nobilitato come il Signore di Montglas  e nominato cavaliere nel 1461. Lui e suo fratello continuarono a servire, come consiglieri, il figlio e successore di Carlo, Luigi XI, anche se Luigi licenziò la maggior parte del personale di Carlo. Jean Bureau morì il 5 luglio 1463.